# تاتیانا ماتواوا (بازیکن فوتبال)
تاتیانا ماتواوا (گرجی: ტატიანა მატვეევა؛ زادهٔ ۲۵ ژوئیهٔ ۱۹۹۰) بازیکن فوتبال اهل گرجستان است.
وی همچنین در تیم ملی فوتبال Georgia بازی کرده‌است.